# Classe Rajshree

La classe Rajshree  est une série de huit patrouilleurs côtiers construite par Garden Reach Shipbuilders & Engineers de Calcutta pour la Garde côtière indienne (ICG).

## Historique
La classe Rajshree est équipée d'un système de pont intégré (IBS), d'un système de contrôle de machine intégré (IMCS). Les navires sont propulsés par trois moteurs MTU Friedrichshafen capables de générer 2.720 cv pour propulser le navire à une vitesse de 31,5 nœuds en utilisant trois hydrojets Rolls Royce Kamewa (en). À une vitesse économique de 16 nœuds, ils ont une portée de 1.500 milles marins. Les navires génèrent également 320 kW d'électricité pour alimenter un large éventail de capteurs et d'équipements embarqués. Les navires sont également équipés de divers systèmes de communication terrestres et par satellite, y compris un système de communication par satellite.
Les navires sont équipés d'un canon naval CRN-91 de 30 mm, qui est gyrostabilisé avec un système de contrôle de tir électro-optique. Ils peuvent effectuer des patrouilles de jour et de nuit pour lutter contre la contrebande, le braconnage et la surveillance des pêches dans les eaux peu profondes. Ils ont également à bord un bateau en fibre de verre à grande vitesse, deux bateaux Gemini et un scooter des mers pour les opérations de recherche et sauvetage . Ils ont un logement entièrement climatisé et modulable pour 6 officiers et 34 marins.

## Unités

### Flotte I
| Nom            | N° coque | Port d'attache | Lancement  | Mis en service |
| -------------- | -------- | -------------- | ---------- | -------------- |
| ICGS Rajshree  | 82       | Chennai        | 27/09/2011 | 15/02/2012     |
| ICGS Rajtarang | 83       | Chennai        | 21/03/2011 | 19/05/2012     |
| ICGS Rajkiran  | 84       | Haldia         | 30/09/2011 | 29/08/2012     |
| ICGS Rajkamal  | 85       | Port Blair     | 30/09/2011 | 8/01/2013      |
| ICGS Rajratan  | 86       | Porbandar      | 30/09/2011 | 11/03/2013     |
| ICGS Rajdoot   | 87       | Mangalore      | 6/08/2012  | 22/04/2013     |
| ICGS Rajveer   | 88       | Visakhapatnam  | 6/08/2012  | 9/08/2013      |
| ICGS Rajdhwaj  | 89       | Mangalore      | 29/01/2013 | 11/12/2013     |

### Flotte II
| Nom                  | N° coque | Port d'attache | Lancement  | Mis en service |
| -------------------- | -------- | -------------- | ---------- | -------------- |
| ICGS Priyadarshini   | 221      | Kakinada       | 30/12/2017 | 29/04/2019     |
| ICGS Annie Besant    | 223      | Chennai        | 30/03/2018 | 12/01/2020     |
| ICGS Amrit Kaur      | 225      | Chennai        | 22/11/2018 | 12/01/2020     |
| ICGS Kamla Devi      |          |                | 22/11/2018 |                |
| ICGS Kanaklata Barua |          |                | 10/08/2019 |                |

## Galerie

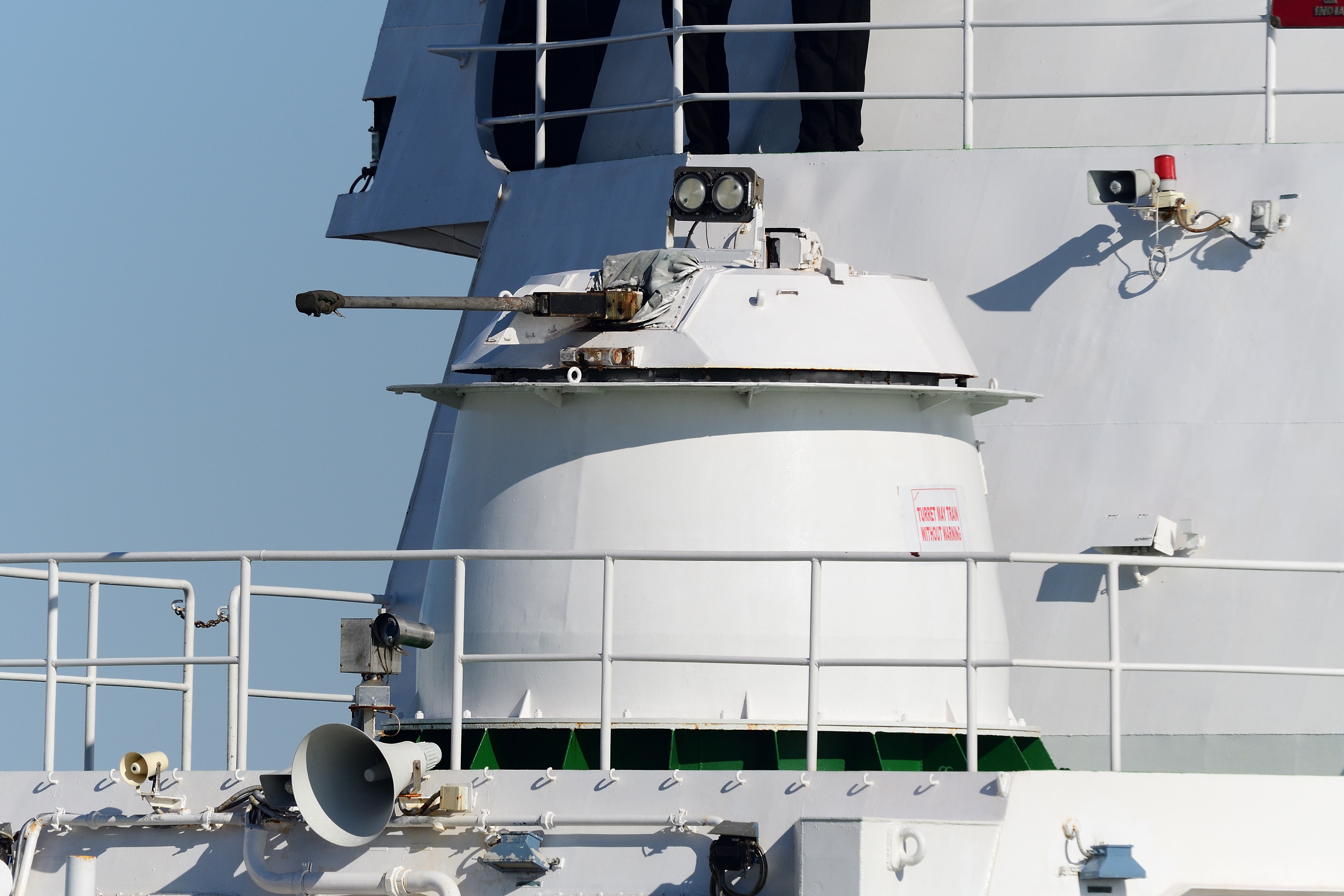
Canon de 30 mm CRN-91